# Bari Ye
Bari Ye (Urdu بڑی يے baṛī yē, ے, deutsch „großes Ye“) ist der letzte Buchstabe des erweiterten arabischen Alphabets des Urdu. Dasselbe Zeichen ist auch in der Shahmukhi-Schrift des Panjabi und Saraiki (als وڈي يے vaḍḍī yē), im arabischen Alphabet des Kashmiri und in der Peschawar-Orthographie der paschtunischen Schrift in Verwendung. Bari Ye existiert nur am Wortende; in anderen Positionen wird es durch ی ersetzt.
In der arabischen Schrift des Urdu steht Bari Ye für die Vokale /ɛ/, /ɑɪ/ und /eː/ am Wortende, in lateinischen Umschriften tritt ein e oder ai an seine Stelle. Die Aussprache als /ɛ/ oder /ɑɪ/ kann durch Hinzufügen eines Fatha (Urdu: Zabar) deutlich gemacht werden. Bari Ye kann eine Ezafe anzeigen und Träger eines Hamza sein.
Das Zeichen ist als Yeh Barree im Unicode-Block Arabisch am Codepunkt U+06D2 und im Unicode-Block Arabische Präsentationsformen-A an den Codepunkten U+FBAE bis U+FBAF kodiert; Bari Ye mit Hamza an den Codepunkten U+06D3, U+FBB0 und U+FBB1.
| Unicode-Codepoint | Unicode-Name                                            | Zeichen |
| ----------------- | ------------------------------------------------------- | ------- |
| U+06D2            | ARABIC LETTER YEH BARREE                                | ے       |
| U+06D3            | ARABIC LETTER YEH BARREE WITH HAMZA ABOVE               | ۓ       |
| U+FBAE            | ARABIC LETTER YEH BARREE ISOLATED FORM                  | ﮮ       |
| U+FBAF            | ARABIC LETTER YEH BARREE FINAL FORM                     | ﮯ       |
| U+FBB0            | ARABIC LETTER YEH BARREE WITH HAMZA ABOVE ISOLATED FORM | ﮰ       |
| U+FBB1            | ARABIC LETTER YEH BARREE WITH HAMZA ABOVE FINAL FORM    | ﮱ       |